# Jamuni McNeace
Jamuni McNeace (Allen, Texas, 25 de marzo de 1996) es un jugador profesional estadounidense de baloncesto, que mide 2,08 metros y actualmente juega en la posición de pívot para el Cholet Basket de la LNB Pro A.

## Profesional
Es un pívot con formación universitaria norteamericana que jugó en Oklahoma Sooners durante cuatro temporadas, desde 2015 a 2019. 
Tras no ser elegido en el draft de la NBA de 2019, el 9 de julio de 2019 se marcharía a Finlandia para jugar en las filas del Salon Vilpas Vikings de la Koriisliga. En las filas del conjunto finlandés disputa 34 partidos en los que promedia 11,85 puntos por encuentro.
El 17 de julio de 2020, firma por el Crailsheim Merlins de la Basketball Bundesliga.
El 19 de julio de 2021, firma por el Vanoli Cremona de la Lega Basket Serie A, la primera categoría del baloncesto italiano.
En la temporada 2022-23, firma por el Semt77 Yalovaspor de la Basketbol Süper Ligi.